# Miniscia fortunata
Miniscia fortunata är en insektsart som beskrevs av Medler 1991. Miniscia fortunata ingår i släktet Miniscia och familjen Flatidae. Inga underarter finns listade i Catalogue of Life.